# Albert Nicholas
Pour les articles homonymes, voir Nicholas.
Albert Nicholas est un clarinettiste et saxophoniste américain né le 27 mai 1900 à La Nouvelle-Orléans et mort le 3 juillet 1973 à Bâle. Au cours de sa carrière, il collabore avec de nombreux jazzmen européens, dont le  batteur Jacques David le saxophoniste Michel Attenoux, les trombonistes Bernard Zacharias et Christian Guérin et le trompettiste Guy Longnon. Il était principalement basé en Europe après 1953.

## Biographie
Albert Nicholas est un clarinettiste afro-américain de jazz né à La Nouvelle-Orléans (Louisiane) le 27 mai 1900, qui s'est fait connaître à partir des années 1920 par ses solos lors de l’avènement du style Dixieland.
L'instrument principal d'Albert Nicholas est la clarinette, qu'il a étudiée avec Lorenzo Tio dans sa ville natale de la Nouvelle-Orléans, en Louisiane, aux États-Unis. À la fin des années 1910, il joue avec Buddy Petit, King Oliver et Manuel Perez. Il passe trois ans dans la marine marchande puis rejoint Oliver à Chicago de 1925 à 1927. Après un séjour en Asie de l'Est et en Égypte, Nicholas retourne à New York en 1928 et joue avec Luis Russell jusqu'en 1933, jouant avec Red Allen, Charlie Holmes, et Jay C. Higginbotham. Plus tard, il joua avec Chick Webb, Louis Armstrong (avec Russell) et Jelly Roll Morton.
Le renouveau du jazz Dixieland de la fin des années 1940 a revigoré sa carrière ; il a joué avec Art Hodes, Bunk Johnson, et Kid Ory, et a eu un concert régulier avec Ralph Sutton en 1948.
En 1953, Nicholas s'installe à Paris, en France ; à l'exception de sessions d'enregistrement aux États-Unis en 1959-1960, il reste en  Europe pendant la plus grande partie du reste de sa vie. Nicholas meurt à Bâle, en Suisse, en septembre 1973, à l'âge de 73 ans.

## Discographie
- Jersey lightnin (avec Luis Russell, 1929)
- Wolverine blues (avec Baby Dodds, 1946)
- Ol' Man river (1954)
- Jazz sur la Croisette (compilation avec Albert Nicholas lors du festival de Jazz en 1958) - (INA Mémoire vive / Abeille Musique)